# Suspekt
Suspekt — датская хип-хоп группа. Известна своим тёмным, интенсивным стилем исполнения, который иногда сравнивают с хорроркором. В состав группы входят рэперы Бай-Д (Андрес Бай Дуелунд) и Огди-Е (Эмиль Симонсен), а также продюсер Руне Раск. Бывший участник Troo.L.S (Троел Нильсон) объявил в 2008 году, что он переезжает в США для работы в качестве продюсера с хип-хоп исполнителем Akon. В 1998 году они основали лейбл Tabu Records. В 2009 группа заключила контракт с рэпером L.O.C., с которым позже сформировали группу Selvmord.

## Сотрудничество
Композитор Фредерик Магл сочинил и организовал музыку для симфонического оркестра на альбоме Electra.

## Дискография
Альбомы
| Год  | Альбом                  | Верхняя позиция | Сертификации |
| Год  | Альбом                  | DEN             | Сертификации |
| ---- | ----------------------- | --------------- | ------------ |
| 1999 | Suspekt                 | 1               | Gold         |
| 2003 | Ingen slukker The Stars | 20              | Gold         |
| 2007 | Prima Nocte             | 5               | Platinum     |
| 2011 | Elektra                 | 1               | Gold         |
| 2014 | V                       | 1               |              |
| 2017 | 100 % Jesus             | 1               |              |

Другий альбомы
| Год  | Альбом                    | Верхняя позиция | Сертификации |
| Год  | Альбом                    | DEN             | Сертификации |
| ---- | ------------------------- | --------------- | ------------ |
| 2009 | Først var de bange        | -               |              |
| 2015 | Suspekt — Savklinge vinyl | 10              |              |

### Синглы
| Год  | Синглы                             | Верхняя позиция | Альбом      |
| Год  | Синглы                             | DEN             | Альбом      |
| ---- | ---------------------------------- | --------------- | ----------- |
| 2007 | «Fuck af!»                         | 10              | Prima Nocte |
| 2011 | «Klaus Pagh»                       | 1               | Elektra     |
| 2011 | «Helt alene» (feat. Tina Dico)     | 21              | Elektra     |
| 2014 | «Søn af en pistol»                 | 3               | V           |
| 2014 | «Bollede hende i går»              | 18              | V           |
| 2014 | «S.U.S.P.E.K.T.»                   | 8               | V           |
| 2015 | «Søndagsbarn» (feat. Lukas Graham) | 3               |             |
| 2016 | «Hun blev bare så glad»            | 16              |             |

## Клипы
- 2004: Denske videoer dér (Varios Artists)
- 2004: Ingen Slukker The Starts (DVD)
- 2008: Prima Nocte DVD — er du dum eller hvn'!?
- 2009: Tabu-Records 10 års jubilæum

## Tabu Records
У группы есть свой собственный лейбл Tabu Records который они основали в 1998 году. В него входят следующие артисты: Руне Раск, Эмиль Симонсен, Андрес Бай Дуелунд, Троел Нильсон и Каспер Ферк. Звукозаписывающая компания подписала таких артистов: Suspekt, VETO, JO:EL, Jeppe Rapp, Marwan, The Flor is Lava, Kasper Spez, Orig-E, Troo.L.S.